# Lubersac
Lubersac is een gemeente in het Franse departement Corrèze (regio Nouvelle-Aquitaine). De plaats maakt deel uit van het arrondissement Brive-la-Gaillarde. Lubersac telde op 1 januari 2022 2.253 inwoners.

## Geografie
De oppervlakte van Lubersac bedroeg op 1 januari 2022 57,46 vierkante kilometer; de bevolkingsdichtheid was toen 39,2 inwoners per km².
De onderstaande kaart toont de ligging van Lubersac met de belangrijkste infrastructuur en aangrenzende gemeenten.

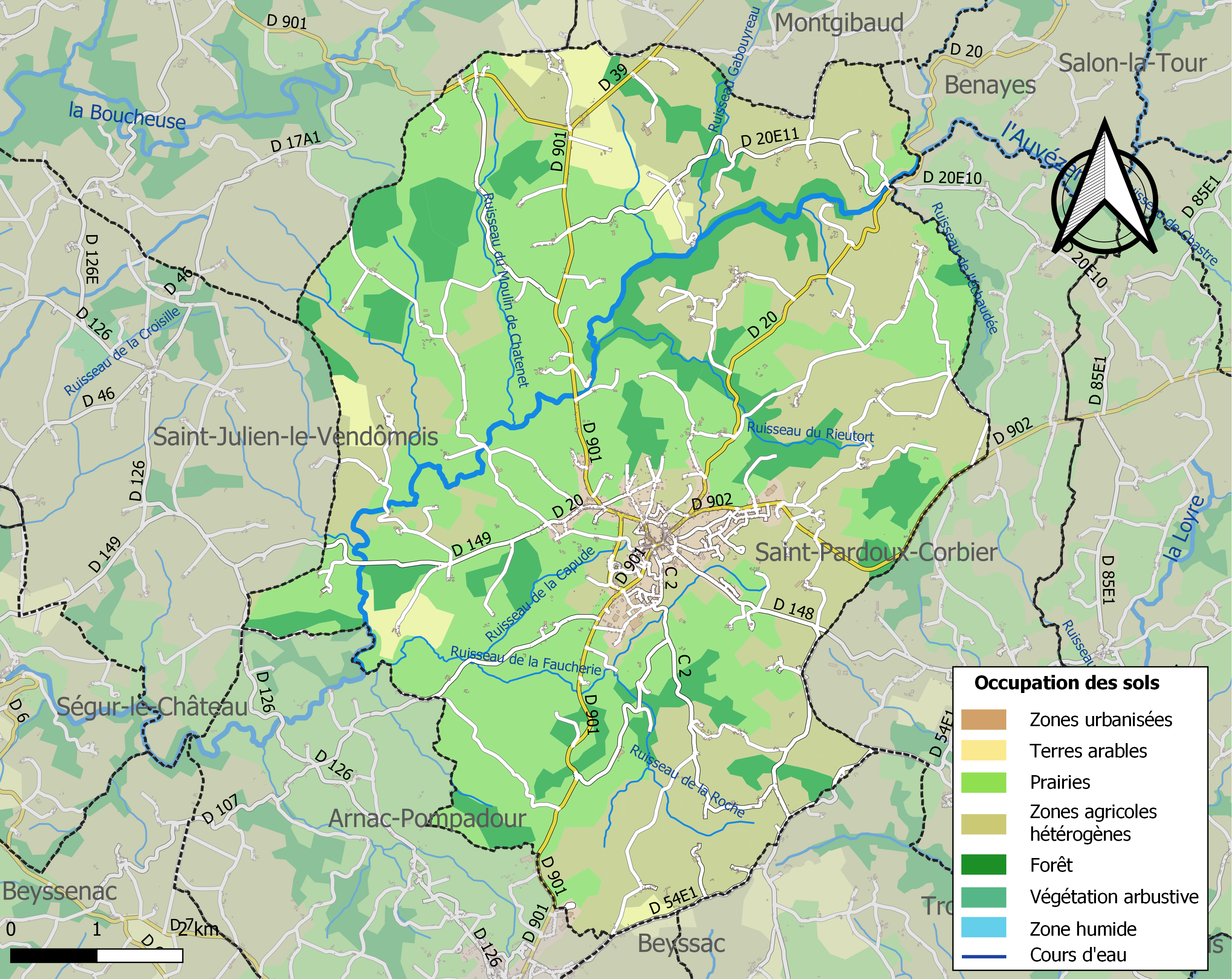

## Demografie
Onderstaande figuur toont het verloop van het inwonertal (bron: INSEE-tellingen).